# Федерація Малі
Федерація Малі (фр. Fédération du Mali) — федерація у складі Французької співдружності, що існувала в Західній Африці (макрорегіоні Західний Судан) наприкінці 50-их — на початку 60-их років ХХ століття.
Федерація Малі складалась із колишніх таких колоній: Французький Судан (Суданська Республіка, нині держава Малі) й Сенегал (Республіка Сенегал). Її було засновано 1959 року, існувала вона до 1960 року, коли окремим частинам федерації було надано повну незалежність. 1958 року бажання приєднатись до федерації висловлювала також Верхня Вольта, однак під тиском сусіднього з нею Берегу Слонової Кістки вона зрештою відмовилась від участі в Малійській федерації. Також упродовж якогось часу ідею щодо створення та входження до складу федерації підтримував уряд Дагомеї. Площа федерації становила 1 436 190 км². Кількість населення становила 6 900 000 чоловік (станом на 1960 рік). Столицею федерації був Дакар. Її назва мала замінити запроваджене французами найменування країни Судан і традиційно нагадувати про існування на цій території стародавньої імперії Малі у XI—XVIII століттях.
Голова уряду федерації Модібо Кейта, виступаючи 17 січня 1959 року перед Державними зборами в Дакарі після прийняття там Конституції країни, заявив:
|  | Малі — це знамените ім’я, що належить всій Західній Африці; символ могутності, здатності до політичної, адміністративної, господарської та культурної організації чорної людини. Це слово, яке вже тепер у серцях і душах залишає містичний відбиток великого сподівання майбутнього — Африканської нації! Державні збори Дакара! Своїм голосуванням ви заклали базу для єдності Африки! |

Політично створення Федерації Малі втілювало в життя панфариканські ідеї негритюду.